# Марк Боал
Марк Боал (англ. Mark Boal; нар. 23 січня 1973) — американський журналіст, сценарист та продюсер. Лауреат премії Оскар в номінації найкращий оригінальний сценарій за фільм Володар бурі (2009).

## Біографія
Марк Боал народився 1973 року в Нью-Йорку. Відвідував Вищу школу науки в Бронксі (англ. Bronx High School of Science) і був у шкільних командах в змаганнях в красномовстві та вмінні вести дебати. 1995 року закінчивши навчання в Оберлінському коледжі (англ. Oberlin College) отримав ступінь бакалавра.

## Фільмографія

### Фільми
- 2007 — «У долині Ела» (автор історії)
- 2008 — «Володар бурі» (сценарист і продюсер)
- 2012 — «Ціль номер один» (сценарист)
- 2013 — «Земля після нашої ери» (консультант зі сценарію)
- 2017 — «Детройт» (сценарист і продюсер)
- 2019 — «Потрійний кордон» (сценарист і виконавчий продюсер)

### Серіали
- 2022 — «Спецзагін Ехо-3[en]» (сценарист, режисер і виконавчий продюсер)

### Відеоігри
- 2014 — «Call of Duty: Advanced Warfare» (автор історії)

## Нагороди та номінації

### Нагороди
- Премія «Оскар»
  - 2009 — Найкращий фільм
  - 2009 — Найкращий оригінальний сценарій
- BAFTA
  - 2009 — Найкращий оригінальний сценарій
- Гільдія сценаристів Америки
  - 2009 — Найкращий оригінальний сценарій

### Номінації
- Премія «Золотий глобус»
  - 2009 — Найкращий сценарій — «Володар бурі»
  - 2012 — Найкращий сценарій — «Тридцять хвилин по півночі»
- Премія «Супутник»
  - 2009 — Найкращий оригінальний сценарій